# Echiichthys vipera
Genre
Espèce
Répartition géographique
La Petite vive (Echiichthys vipera) est une espèce de poissons marins de la famille des Trachinidae. C'est la seule espèce du genre Echiichthys.
Dotée de venin, sa piqûre peut être douloureuse pendant plusieurs semaines, et une infection peut suivre. Le premier remède d'urgence est d'appliquer une source de chaleur comme de l'eau chaude qui neutralise plus vite le venin.
Ce poisson mesure environ 18 cm et se trouve dans les eaux peu profondes.